# DR뮤직의 음반
이 문서는 DR뮤직에서 발매한 음반 목록이다.

## 1990년대
- 1990년 8월 30일 11월 - 11월
- 1991년 9월 15일 김태욱 - 개꿈/다시 태어난다해도
- 1992년 11월 ?일 빛과 소금 - 빛과 소금 3
- 1992년 12월 1일 김태욱 - 다시 태어난다 해도/생각속으로
- 1993년 1월 1일 최백호 - 최백호의 열다섯 번째 이야기
- 1993년 5월 27일 김태욱 - 나를 믿는다면
- 1993년 10월 1일 11월 - 자꾸 말하지마/요즘 사람들
- 1995년 3월 ?일 최수민 - Farewell Without Repentance
- 1995년 10월 1일 최진경 - Remember Me
- 1996년 7월 ?일 최진경 - Our From The Deep
- 1997년 1월 1일 베이비복스 - Voice Of Xpression
- 1998년 10월 15일 베이비복스 - 야야야
- 1999년 5월 6일 A4 - Princess Of The Wind
- 1999년 8월 ?일 베이비복스 - Come Come Baby
- 1999년 11월 ?일 애즈원 - Day By Day

## 2000년대
- 2000년 3월 8일 Snazzy - Round One
- 2000년 5월 16일 베이비복스 - Why
- 2000년 6월 28일 애즈원 - One + One
- 2000년 10월 ?일 애즈원 - [Digital Single] Ring My Bell
- 2001년 1월 1일 A4 - Miracle's Happen
- 2001년 6월 4일 베이비복스 - Boyish Story
- 2001년 6월 5일 플래티넘 - Rebirth
- 2001년 8월 18일 애즈원 - 천만에요
- 2002년 4월 25일 베이비복스 - Baby V.O.X Special Album
- 2002년 5월 23일 애즈원 - As One Live
- 2002년 11월 30일 애즈원 - As One Carolling
- 2003년 3월 14일 애즈원 - Never Too Far
- 2003년 4월 3일 베이비복스 - Devotion
- 2003년 11월 18일 애즈원 - Forever As One
- 2004년 4월 16일 베이비복스 - Ride West
- 2004년 11월 17일 애즈원 - Restoration
- 2007년 1월 25일 베이비복스 Re.V - 오(五).가(歌).무(舞).세(世).경(炅)[1]
- 2008년 7월 15일 베이비복스 Re.V - I Believe

## 2010년대
- 2011년 4월 6일 라니아 - Teddy Riley,The First Expansion In Asia
- 2011년 6월 13일 라니아 - [Digital Single] 가면무도회
- 2011년 11월 17일 라니아 - Time To Rock Da Show
- 2012년 9월 21일 라니아 - [Digital Single] Style
- 2013년 3월 8일 라니아 - Just Go
- 2015년 11월 5일 라니아 - Demonstrate
- 2016년 12월 30일 라니아 - Start A Fire
- 2017년 8월 12일 라니아 - Refresh 7th
- 2017년 11월 27일 라니아 - 해피시스터즈 OST Part.1[2]

## 2020년대
- 2020년 10월 16일 블랙스완 - Goodbye Rania
- 2021년 10월 14일 블랙스완 - [Digital Single] Close to Me
- 2022년 8월 19일 파투 - [Digital Single] PWAPF
- 2023년 5월 19일 블랙스완 - [Digital Single] That Karma
- 2023년 8월 13일 엔비 - 돌싱글즈4 OST Part.4
- 2023년 9월 6일 블랙스완 - [Digital Single] That Karma - Pop Edition
- 2023년 12월 8일 파투 - LETTER 1 - ADAEH
- 2024년 5월 8일 나태주 - 나, 다움 아름, 다움
- 2024년 7월 31일 블랙스완 - Roll Up
- 2024년 11월 4일 강예슬 - [Digital Single] 러브송
- 2025년 5월 21일 블랙스완 - [Digital Single] I Like It Hot